# عبد الرحيم بن إلياس
عبد الرحيم بن إلياس بن أحمد بن المهدي كان أحد أفراد الأسرة الفاطمية الذي عينه الخليفة الحاكم بأمر الله وليًّا للعهد في عام 1013. وعندما اُغتِيل الحاكم في سنة 1021م، هُمش لصالح ابن الحاكم علي الظاهر، الذي اعتقله وسجنه. وقد مات في الأسر، رسميًا على يديه، أو ربما اُغتِيل على يد القوة الحقيقية وراء عرش الظاهر، الأميرة ست الملك.

## الحياة

### ترشيحه كخليفة واضح
كان ابن إلياس من نسل الخليفة الفاطمي الأول المهدي بالله (حكم. 909–934 م). والدته مسيحية، ربما قبطية لا يُعرف شيء عن حياته المبكرة حتى ظهر في السجلات في عام 1013، عندما تولى الخليفة الحاكم بأمر الله (حكم. 996–1021 م) حيث اختار أن يسميه وريثًا له. قبل التعيين الرسمي، حرص الحاكم على رفع مكانة ابن إلياس. في حزيران 1013، زَوَّج اثنتين من بنات ابن إلياس مع أرامل الوزير الذي أُعدم، حسين بن جوهر. وبعد فترة وجيزة، خلال احتفالات عيد الأضحى، حل ابن إلياس محل الخليفة، وتبع ذلك إعلان رسمي باعتباره الوريث الظاهر، باللقب التقليدي ولي عهد المسلمين، في أيلول أو تشرين الأول من نفس العام. وقد خُصص له قسم من قصور الخلافة، وأُضيف اسمه إلى اسم الخليفة في العملات والأعلام، وأقسم الجيش الفاطمي على الولاء له. وقد مُنح جميع شارات الخلافة، باستثناء المظلة الاحتفالية. وعلى مدى الأشهر والسنوات التالية، ذُكر ابن إلياس بشكل متكرر كبديل للحاكم في الاحتفالات العامة وفي جلسات الاستماع إلى الالتماسات في ديوان المظالم الفاطمي.
كان هذا التعيين بمثابة انقطاع كبير عن التقاليد الفاطمية، حيث كان الابن الأكبر الباقي على قيد الحياة هو الوريث المعين دائمًا؛ بل إنه هدد بإثارة انقسام ديني، حيث كانت الخلافة من الأب إلى الابن مبدأ أساسيًا في العقيدة الإسماعيلية. في الواقع، في السنوات اللاحقة، كانت مثل هذه الخلافة غير المنتظمة مسؤولة عن الانقسامات الكبرى في وحدة المجتمع الإسماعيلي: الانقسام (النزاري المستعلي) في عام 1094، والانقسام (الطيبي الحافظي) في عام 1130. ولهذا السبب مُنع الذكور من أفراد الأسرة الفاطمية، باستثناء الخليفة ووريثه المعين، من التدخل في شؤون الحكومة بشكل صارم. كان اختيار ابن إلياس على وجه الخصوص مفاجأة، حيث كان للحاكم ولدان - علي والحارث، وُلدا بفارق بضعة أشهر في عام 905 وسط ضجة كبيرة  - وكان من الواضح أن ابن إلياس نفسه كان متقدمًا في السن، وكان له أبناء، وربما حتى أحفاد.
وعلاوة على ذلك، حدد الحاكم أنه في حين سيصبح ابن إلياس خليفته بعد وفاته، فإن منصب إمام الإسماعيليين سينتقل إلى قريب بعيد آخر، وهو أبو هاشم العباس، حفيد المهدي، وبالتالي ستُفصل الجوانب المدنية والروحية لمنصبه. بالنسبة للمؤمنين الإسماعيليين، كان الأخير هو الأكثر أهمية، ولكن من الواضح أن عبد الرحيم كان الأكثر تفضيلًا وشهرة من الاثنين، كما يتضح من المعاملة المختلفة التي حظي بها الرجلان بعد وفاة الحاكم. وقد تم الإعلان عن ترتيبات الخلافة على نطاق واسع، ولكنها قُوبلت بانتقادات واسعة النطاق بسبب الانحراف عن الخط المباشر للخلافة، وساهمت في حدوث خلاف بين الحاكم وأخته ست الملك. ومن المعروف أن والي إفريقية الزيري باديس بن منصور (حكم 995–1016) اندهش من تجاهل الحاكم لحقوق أبنائه في الخلافة. وكان ابن إلياس يُنظر إليه أيضًا على أنه خصم لحمزة بن علي، وهو مبشر إسماعيلي دافع عن ألوهية الحاكم ومؤسس الطائفة الدرزية، لأن الله لا يمكن أن يكون له شريك أو خليفة.

### ولاية دمشق
في عام 1018/1019، عُين ابن إلياس واليًا على دمشق، حيث انخرط في صراع معقد على السلطة مع الحامية الفاطمية المحلية، والميليشيا الحضرية المُسماة بالأحداث، ومع بديله قصير الأمد، محمد بن أبي طالب الجرار. ولم يتمكن ابن إلياس من العودة إلى دمشق وتنصيب نفسه حاكمًا عليها إلا بعد مقتل الجرار، وذلك بدعم من الأحداث.

### السقوط والوفاة
اختفى الحاكم (على الأرجح أنه اُغتِيل على يد فصائل القصر الساخطة، والتي يبدو أن ست الملك كانت العقل المُدبر لها) في إحدى رحلاته الليلية المعتادة في 13 شباط 1021. ظل اختفاء الخليفة سرًا لمدة ستة أسابيع، بينما كان الصراع على السلطة من أجل الخلافة محتدمًا في القصر. وفي دمشق، كان ابن إلياس على ما يبدو جاهلًا بالأحداث. ومع ذلك، عندما استدعته رسالة يُزعم أنها من الحاكم إلى القاهرة، رفض الامتثال لها.
وفي هذه الأثناء، نجحت ست الملك، التي رعت خلافة ابن الحاكم علي، في تأمين منصبها كرئيسة فعلية للنظام الجديد، وفي 26 آذار، أثناء مهرجان عيد الأضحى، أُعلن أن الحاكم تُوفي وخلفه علي، بالاسم الملكي الظاهر لإعزاز دين الله (حكم. 1021–1036). وفي اليوم نفسه، أُلقي القبض على ابن إلياس على يد قوة أُرسلت خصيصًا إلى دمشق، ونُقل مقيدًا بالسلاسل إلى القاهرة. وهناك اُحتُجز قيد الإقامة الجبرية في قصر الخلافة حتى وفاته بعد فترة من الوقت. وبحسب الرواية الرسمية التي نقلها المؤرخ القضاعي، فقد انتحر بغرز سكين فاكهة في بطنه، ولكن كما يشير المؤرخ هاينز هالم، لم يصدق أحد هذه الرواية. أصرت الشائعات على أنه اُغتِيل بتحريض من ست الملك؛ ويقال إن القاتل كان هو ميعاد وهو مولًى خصي أسود، وهو صديق مقرب للأميرة ومعلم الظاهر وذلك لإزالة آخر منافس محتمل للظاهر. وعلى النقيض من ذلك، سُمح لأبي هاشم العباس بالتقاعد إلى غياهب النسيان، ومات بسلام بعد بضع سنوات.